# Atletas Campesinos
Atletas Campesinos fue un equipo de fútbol que jugó en Primera División de México. También militó en la extinta Segunda División de México conocida ahora como Liga de Ascenso. Tuvo como sede la ciudad de Santiago de Querétaro.
Es recordado en Santiago de Querétaro por ser el primer equipo de la ciudad en jugar en la Primera división mexicana. A finales de los años 1970, Armando Presa compró el equipo Estudiantes de Querétaro, de la Segunda División (actual Liga de Ascenso) y cambió su nombre a "Atletas Campesinos". 
El 22 de junio de 1980, de la mano de Antonio Carbajal y de Antonio Ascencio, el equipo logró el ascenso a Primera División derrotando en la final a los Osos Grises de Toluca por 1-2 como visitante en el estadio Nemesio Díez, después del empate previo que habían tenido los equipos en el estadio Municipal de Querétaro. 
Jugó dos temporadas en la máxima categoría del fútbol mexicano; la temporada 80-81 pasó con más pena que gloria y la temporada 81-82, con nuevos refuerzos, logró una mejor clasificación, aunque sin llegar a la liguilla de ascenso. En la temporada 82-83, el equipo fue vendido al Sindicato de Trabajadores Petroleros de la República Mexicana y llevado a la ciudad de Tampico formando así el Tampico-Madero FC. Su principal figura fue Leonardo Cuéllar. 
La camiseta original del equipo mostraba un tractor, tanto como símbolo campesino, como porque el dueño tenía una empresa de tractores. La Federación Mexicana de Fútbol acusó a la directiva de mostrar publicidad en la camiseta (en aquel entonces estaba prohibido) pero el club alegó que el tractor no mostraba ni promovía ninguna marca de tractores en particular; sin embargo, fue sancionado.
El equipo fue reformado y comenzó su actividad en la Tercera División Nacional  el 25 de junio de 2011 contando con la presencia memorable de Antonio "la Tota" Carbajal. 
A finales del 2012 tuvo problemas administrativos y el combinado, que había sido reformado, volvió a desaparecer para convertirse posteriormente en la franquicia de Cobras de Querétaro.